# Alston (Geòrgia)
Alston és una població dels Estats Units a l'estat de Geòrgia. Segons el cens del 2000 tenia 159 habitants.

## Demografia
Segons el cens del 2000, Alston tenia 159 habitants, 63 habitatges, i 44 famílies. La densitat de població era de 21,5 habitants per km².
Dels 63 habitatges en un 31,7% hi vivien nens de menys de 18 anys, en un 58,7% hi vivien parelles casades, en un 7,9% dones solteres, i en un 28,6% no eren unitats familiars. En el 25,4% dels habitatges hi vivien persones soles el 17,5% de les quals corresponia a persones de 65 anys o més que vivien soles. El nombre mitjà de persones vivint en cada habitatge era de 2,52 i el nombre mitjà de persones que vivien en cada família era de 3,04.
Per edats la població es repartia de la següent manera: un 25,2% tenia menys de 18 anys, un 6,3% entre 18 i 24, un 28,3% entre 25 i 44, un 25,2% de 45 a 60 i un 15,1% 65 anys o més.
L'edat mediana era de 38 anys. Per cada 100 dones de 18 o més anys hi havia 88,9 homes.
La renda mediana per habitatge era de 41.250 $ i la renda mediana per família de 48.500 $. Els homes tenien una renda mediana de 33.750 $ mentre que les dones 23.750 $. La renda per capita de la població era de 18.110 $. Entorn del 4% de les famílies i el 4,5% de la població estaven per davall del llindar de pobresa.

## Poblacions més properes
El següent diagrama mostra les poblacions més properes.